# リュック・ジャケ
リュック・ジャケ（Luc Jacquet、1967年12月5日 - ）は、フランスの映画監督。ブール＝カン＝ブレス出身。
映画監督になる前は生物学者だった。2005年公開の『皇帝ペンギン』でアカデミー長編ドキュメンタリー映画賞を受賞。

## 主な作品
- ペンギン物語 Une plage et trop de manchots (2002)　監督
- 皇帝ペンギン La marche de l'empereur (2005)　監督・脚本
- きつねと私の12か月 Le renard et l'enfant (2007)　監督・原案・脚本
- 皇帝ペンギン ただいま  L'empereur (2017)　監督・脚本